# Interstate 240 (Oklahoma)
Pour les articles homonymes, voir Interstate 240.
L'Interstate 240 (I-240) est une autoroute inter-États de l'Oklahoma aux États-Unis. Elle parcourt 16,22 miles (26,10 km) de l'ouest à l'est à partir de l'I-44 jusqu'à l'I-40 au sud d'Oklahoma City. L'autoroute forme un multiplex avec la SH-3 sur toute sa longueur.
Les destinations importantes le long de l'I-240 sont la Tinker Air Force Base et la région densément peuplée du sud d'Oklahoma City.

## Description du tracé
À partir de son terminus ouest à l'I-44, l'I-240 / US 62 / SH-3 se dirige à l'est vers l'I-35. Ce segment ouest est le plus achalandé des deux sections de l'autoroute car il dessert le sud d'Oklahoma City ainsi que le trafic en route vers l'aéroport. Ce segment a toutefois une configuration de rampes d'accès qui occasionnent de nombreux accidents. Une voie d'entrée intègre l'autoroute et y forme une nouvelle voie. Celle-ci devient une voie de sortie seulement pour la prochaine sortie. En plus, les sorties ne sont pas très espacées les unes des autres ce qui cause des conflits entre le trafic entrant et sortant.
Des panneaux indiquent le segment ouest comme la Keith Leftwich Memorial Loop en honneur à un ancien sénateur de l'État. L'I-240 rencontre l'I-35 un peu plus loin. La US 62 se sépare pour se joindre à l'I-35 nord.
La section d el'I-240 à l'est de l'I-35 dessert principalement les usines de General Motors (maintenant fermées) ainsi que la Tinker Air Force Base. Cette section est beaucoup moins empruntée et ne compte que deux voies par direction pour la majorité de sa longueur. Au terminus est, à la jonction avec l'I-40, les automobilistes doivent se diriger sur l'I-40 est puisqu'aucune rampe ne donne accès à l'I-40 ouest.

## Liste des sorties
| Interstate 240                            |               |       |       |        |                                                       | |
| Comté                                     | Municipalité  | mi    | km    | Sortie | Intersections / Destinations                          | Notes |
| Oklahoma                                  | Oklahoma City | 0,00  | 0,00  |        | I-44 est (SH-3) vers I-40 – Tulsa, Wichita            | Terminus ouest du multiplex avec SH-3                                                                         |
| Oklahoma                                  | Oklahoma City | 0,00  | 0,00  | 1A     | I-44 / US 62 ouest – Lawton                           | Terminus ouest du multiplex avec US 62; sortie 115 de l,I-44 est                                              |
| Oklahoma                                  | Oklahoma City | 0,70  | 1,10  | 1B     | S. May Avenue                                         | |
| Oklahoma                                  | Oklahoma City | 1,70  | 2,70  | 1C     | S. Pennsylvania Avenue                                | |
| Oklahoma                                  | Oklahoma City | 2,70  | 4,30  | 2A     | S. Western Avenue                                     | |
| Oklahoma                                  | Oklahoma City | 3,20  | 5,10  | 2B     | S. Walker Avenue                                      | |
| Oklahoma                                  | Oklahoma City | 3,70  | 6,00  | 3      | S. Santa Fe Avenue / S. Shields Boulevard             | Indiqué S. Santa Fe Avenue seulement en direction ouest                                                       |
| Oklahoma                                  | Oklahoma City | 4,00  | 6,40  | 3Br    | Shields Boulevard / Santa Fe Avenue                   | Sortie direction ouest seulement                                                                              |
| Oklahoma                                  | Oklahoma City | 4,70  | 7,60  | 4A     | I-35 sud / US 77 sud – Dallas                         | Sortie 121B de l'I-35                                                                                         |
| Oklahoma                                  | Oklahoma City | 4,70  | 7,60  | 4B     | I-35 nord / US 62 est – Wichita                       | Terminus est du multiplex avec US 62; sortie 121B de l'I-35                                                   |
| Oklahoma                                  | Oklahoma City | 5,20  | 8,40  | 4C     | Pole Road                                             | Sortie direction est, entrée direction ouest                                                                  |
| Oklahoma                                  | Oklahoma City | 5,80  | 9,30  | 5      | Eastern Avenue                                        | |
| Oklahoma                                  | Oklahoma City | 6,80  | 10,90 | 6      | Bryant Avenue                                         | |
| Oklahoma                                  | Oklahoma City | 7,80  | 12,60 | 7      | Sunnylane Road                                        | |
| Oklahoma                                  | Oklahoma City | 8,80  | 14,20 | 8      | SH-77H (en) sud (Sooner Road) – Tinker Air Force Base | |
| Oklahoma                                  | Oklahoma City | 9,80  | 15,80 | 9      | Air Depot Boulevard                                   | |
| Oklahoma                                  | Oklahoma City | 11,80 | 19,00 | 11A    | Douglas Boulevard                                     | Sortie 11 combinée en direction ouest                                                                         |
| Oklahoma                                  | Oklahoma City | 11,80 | 19,00 | 11B    | Tinker Air Force Base, Midwest City                   | Sortie 11 combinée en direction ouest                                                                         |
| Oklahoma                                  | Oklahoma City | 14,90 | 24,00 | 14     | Anderson Road                                         | |
| Oklahoma                                  | Oklahoma City | 16,80 | 27,00 |        | I-40 / US 270 / SH-3 (en) est – Fort Smith            | Terminus est du multiplex avec SH-3; sortie 165 de l'I-40 ouest; sortie direction est, entrée direction ouest |
| - Terminus de multiplex - Accès incomplet |               |       |       |        |                                                       | |